# Marlena Rulewicz
Marlena Rulewicz, z domu Wdowczyk (ur. 22 września 1987) – polska koszykarka, grająca na pozycji środkowej. 

## Przebieg kariery
- do 2006 – STK Kusy Szczecin
- 2006–2009 – AZS Poznań
- 2009 – Artego Bydgoszcz
- od 2009 – AZS Gdańsk
- 2011–2014 – BCMF Montbrison
- 2014 - 2015 - Anglet